# Rasoul Mirmalek
Rasoul Mirmalek (persisch رسول میرمالک; * 31. Oktober 1938; † 20. November 2024 in Teheran) war ein iranischer Ringer. Er war auf griechisch-römisches Ringen spezialisiert und trat in der Gewichtsklasse Federgewicht an.

## Karriere
Er nahm an den Olympischen Sommerspielen 1964 in Tokio teil. Im Kampf gegen Moustafa Hamil Mansour aus Ägypten gewann er aufgrund Schiedsrichterentscheidung, in der zweiten Runde errang er ein Unentschieden mit Erik Olsson aus Schweden, in der dritten Runde unentschieden gegen Marin Bolocan aus Rumänien, in der vierten Runde besiegte er Georges Ballery aus Österreich, erreichte aber keinen Medaillenrang. Er trat auch bei den Weltmeisterschaften 1962 und 1965 an.